# ヨハン・シュトラウス王朝の博物館
ヨハン・シュトラウス王朝の博物館（ドイツ語: Museum der Johann Strauss Dynastie）は、オーストリア・ウィーンにある博物館。「ワルツ王」ヨハン・シュトラウス2世とその一族に関するものを収集・保管・展示する。シュトラウス博物館（ドイツ語: Strauss Museum）という略称でも呼ばれる。

## 概要
2015年春、ウィーン9区にオープン。シュトラウス家の遺品を主な収集対象とする。毎年元日のウィーンフィル・ニューイヤーコンサートに取り上げられているヨハン1世、ヨハン2世、ヨーゼフ、エドゥアルト1世の4人のみに対象を限定せず、エドゥアルト1世の息子であるヨハン3世も対象としている点が特徴的である。エドゥアルト2世は不明。
オーディオ・ステーションが設けられており、代表的な作品から知名度の低い作品まで、多彩なシュトラウス・ファミリーの作品群を楽しむことができる。

## ギャラリー
- ヨハン2世の自筆の手紙。
- ヨハン3世の指揮棒。現当主でオーストリア最高裁判事のエドゥアルト・シュトラウス（エドゥアルト2世の息子）寄贈。